# Micronecta sinuata
Micronecta sinuata (лат.) — вид мелких водяных клопов рода Micronecta из семейства Гребляки (Corixidae, Micronectinae, или Micronectidae). Юго-Восточная Азия: Вьетнам (Lao Cai Prov.).

## Описание
Мелкие водяные клопы, длина от 2,0 до 2,2 мм. Переднеспинка длиннее медианной длины головы. Цвет дорзума коричневый. Гемелитрон пунктированный, обычно буроватый.  Лоб и темя светло-желтоватые, глаза темно-коричневые. Переднеспинка грязно-коричневая, с желтоватой продольной полосой на передней части и двумя желтоватыми поперечными полосами на задней части, полосы обычно нечеткие. Гемелитрон в целом коричневатый, эмболиум гиалиновая, с коричневым следом вдоль шва с кориумом. Мембрана полупрозрачная. Нижняя часть груди и брюшко буровато-жёлтые, ноги бледно-серовато-жёлтые. Вид был впервые описан в 2021 году вьетнамскими энтомологами Tuyet Ngan Ha и Anh Duc Tran (Faculty of Biology, VNU University of Science, Vietnam National University, Ханой, Вьетнам) по материалам из Вьетнама.